# ویکی جانسون
ویکی جانسون (انگلیسی: Vickie Johnson؛ زادهٔ ۱۵ آوریل ۱۹۷۲) بازیکن بسکتبال اهل ایالات متحده آمریکا است.